# John Zdechlik
John Paul Zdechlik (Minneapolis, Minnesota, 2 mei 1937 - 21 mei 2020) was een Amerikaans componist, muziekpedagoog en dirigent.

## Levensloop
Zdechlik speelde in het harmonieorkest van zijn high school trompet en in de jazzband piano. Daarbij ontwikkelde hij interesse in het bewerken en later eigen composities te schrijven. Hij studeerde vanaf 1957 aan de University of Minnesota muziekpedagogiek, compositie en muziektheorie, onder andere bij Paul Fetler en Frank Bencriscutto en gradueerde in 1970.
In 1970 werd hij componist, dirigent, professor en hoofd van het "Music Departement" aan het Lakewood Community College White Bear Lake, Minnesota. Gedurende deze tijd heeft hij talrijke werken voor high school en college harmonieorkesten gecomponeerd. Vele van deze werken zijn gepubliceerd bij de uitgave Neil Kjos Music Company. Hij is een lid van de American Bandmasters Association en heeft in de hele Verenigde Staten, Japan en in het Verenigd Koninkrijk vele harmonieorkesten gedirigeerd.
In mei 2020 overleed hij in White Bear Lake in Minnesota. Hij was 58 jaar lang getrouwd met Catherine en had drie kinderen.

## Composities

### Werken voor harmonieorkest
- 1971 Chorale And Shaker Dance gebaseerd op het shaker tune "The Gift To Be Simple"
- 1972 Chorale & Shaker Dance II
- 1973 Grace Variants
- 1975 Lyric Statement
- 1976 Dance and Variations
- 1977 Fanfare, voor vier trompet trio's
- 1979 Rondo Cappricio
- 1988 Celebrations
- 1988 In Dulci Jubilo
  1. Moderato
  2. Allegro
  3. Maestoso
- 1997 Rondo Jubiloso
- 2004 Balade, voor solo eufonium en harmonieorkest
- 2005 Windsong
- A Centennial Fanfare
- Barcarole, voor fluiten en harmonieorkest
- Caprice, voor trompet en harmonieorkest
- Concerto, voor hoorn en harmonieorkest
- Dialogues On «In Dulci Jubilo»
- Faces of «Kum Ba Yah»
- Fox River Valley Overture
- Grand Rapids Suite
- Hats Off To Thee
- Images Of Aura Lee
- Impromptu, voor fluite en harmonieorkest
- Intermezzo
- Lake Washington Suite
- Meyer March
- Mother Machree
- Overture for Winds
- Passacaglia
- Prelude
- Prelude And Fugue
- Psalm 46
- Romance For Band
- Sing My Tongue, Alleluia
- Symphony on Themes by John Sousa
- Two Andean Folk Songs
- Z’s Blues

### Kamermuziek
- Sonata, voor fluit en piano